# Lagoa Grande do Maranhão
Lagoa Grande do Maranhão è un comune del Brasile nello Stato del Maranhão, parte della mesoregione dell'Oeste Maranhense e della microregione di Pindaré.